# Réserve naturelle du Hoornsche Gat
La réserve naturelle du Hoornsche Gat est une île artificielle aux Pays-Bas, construite avec les remblais résultants de la construction du premier naviduct.
L'île a été construite dans le but de protéger le naviduct des tempêtes, c'est aussi une réserve naturelle servant de prototype pour les projets ultérieurs Marker Wadden et Trintelzand. Elle fait maintenant partie du parc national de Nieuw Land, dont c'est la partie la plus septentrionale.